# Amtsgericht Exin
Das Amtsgericht Exin war ein preußisches Amtsgericht mit Sitz in Exin (Provinz Posen).

## Geschichte
Das königlich preußische Amtsgericht Exin wurde mit Wirkung zum 1. Oktober 1879 als eines von sieben Amtsgerichten im Bezirk des Landgerichtes Bromberg im Bezirk des Oberlandesgerichtes Posen gebildet. Der Sitz des Gerichtes war Exin. Sein Gerichtsbezirk umfasste aus dem Kreis Schubin den Stadtbezirk Exin und den Polizeidistrikt Exin ohne die Gemeindebezirke Sipiory, Studziniec, Zablocie und dem Gutsbezirk Victoriathal sowie aus dem Kreis Wongrowitz Teile der Polizeidistrikte Gollantsch und Srebnagora und den Gutsbezirk Kujawki aus dem Polizeidistrikt Lesno. Am Gericht bestanden 1880 zwei Richterstellen. Das Amtsgericht war damit ein kleines Amtsgericht im Landgerichtsbezirk. Der Amtsgerichtsbezirk kam aufgrund des Versailler Vertrages 1919 zu Polen, und das Amtsgericht stellte seine Arbeit ein. Im Jahre 1939 wurde Polen deutsch besetzt. Im Rahmen der Neuorganisation der Gerichte in Ostdeutschland und im ehemaligen Polen wurden das Amtsgericht Exin neu gebildet, nun aber dem Landgericht Hohensalza zugeordnet.
Im Jahre 1945 wurde der Amtsgerichtsbezirk unter polnische Verwaltung gestellt, und die deutschen Einwohner wurden vertrieben. Damit endete auch die Geschichte des Amtsgerichtes Exin.